# Cantone di Verdun-1
Il Cantone di Verdun-1 è una divisione amministrativa dell'Arrondissement di Verdun.
È stato costituito a seguito della riforma approvata con decreto del 17 febbraio 2014, che ha avuto attuazione dopo le elezioni dipartimentali del 2015.

## Composizione
Comprende parte della città di Verdun e il comune di Sivry-la-Perche.